# Анізогамія

Анізогамія (грец. άνισος — неоднаковий і «…гамія») — форма статевого процесу, при якому утворюються та зливаються два типи гамет — чоловічі та жіночі, що відрізняються будовою.
Іноді цей процес називають гетерогамією. Виділяють окрему форму анізогамії, що носить назву оогамії.